# Браммелл, Эбби
Э́бигейл «Э́бби» Бра́ммелл (англ. Abigail «Abby» Brammell; 19 марта 1979, Кентукки, США) — американская актриса

.

## Биография и карьера
Браммелл родилась в Кентукки в семье Джека Браммелла и Пэтти Браммелл-Джонс, а выросла в Сан-Антонио, штат Техас, где в 1997 году окончила Черчилльскую среднюю школу. В 2001 году она окончила театральную школу Университета Карнеги-Меллона.
Браммелл играла роли второго плана в телесериалах «Клиент всегда мёртв», «Щит», «Пуш, Невада» и «Звёздный путь: Энтерпрайз».
В 2006—2008 годы Эбби была замужем за актёром актёром и музыкантом Джейком Ла Боцем. С 22 января 2010 года Браммелл замужем во второй раз за Стефаном Бишопом. У супругов есть сын — Тру Браммелл Бишоп (род. 2013).

## Избранная фильмография
| Год       |    | Русское название              | Оригинальное название          | Роль                         |
| --------- | -- | ----------------------------- | ------------------------------ | ---------------------------- |
| 2002      | с  | Город демонов                 | Glory Days                     | Вероника Робертс             |
| 2002—2011 | с  | C.S.I.: Место преступления    | CSI: Crime Scene Investigation | Джейн Галлагер / Дебра       |
| 2003      | с  | Хищные птицы                  | Birds of Prey                  | Клэр                         |
| 2004      | с  | Звёздный путь: Энтерпрайз     | Star Trek: Enterprise          | Персис                       |
| 2005      | с  | Щит                           | The Shield                     | Сара Фрейзер                 |
| 2005      | с  | Клиент всегда мёртв           | Six Feet Under                 | Кирстен                      |
| 2005      | с  | Расследование Джордан         | Crossing Jordan                | Марси Холломен               |
| 2006—2009 | с  | Отряд «Антитеррор»            | The Unit                       | Тиффи Герхардт               |
| 2009      | с  | Менталист                     | The Mentalist                  | Констанс «Даймонд» Хойт      |
| 2009      | с  | Медиум                        | Medium                         | Дэна Карлоу                  |
| 2009      | с  | Обмани меня                   | Like to Me                     | Поппи Уэллс                  |
| 2010      | с  | Касл                          | Castle                         | Кэрол Торнтон                |
| 2010      | с  | Морская полиция: Спецотдел    | NCIS                           | Морской сержант Хезер Демпси |
| 2011      | с  | Преследование                 | Chase                          | Имя персонажа неизвестно     |
| 2011      | ф  | Лучшие друзья и ребёнок       | Life Happens                   | Учитель йоги Шива            |
| 2011      | с  | Мыслить как преступник        | Criminal Minds                 | Пэм                          |
| 2012      | с  | Морская полиция: Лос-Анджелес | NCIS: Los Angeles              | Меган Хендли                 |
| 2013      | ф  | Джобс: Империя соблазна       | Jobs                           | Лорин Пауэлл-Джобс           |
| 2014      | с  | Ночная смена                  | The Night Shift                | Джинджер Браун               |
| 2014      | с  | Лонгмайер                     | Longmire                       | Сьюзан Тейлор                |
| 2015      | с  | Риццоли и Айлс                | Rizzoli & Isles                | Линда Хендриксон             |
| 2015      | ки | Call of Duty: Black Ops III   | Call of Duty: Black Ops III    | Женщина-игрок                |